# 보통 원리
보통 원리 (mediocrity principle)는 "한 조의 항목이 여러 조나 범주 중 하나에서 무작위 추출되는 경우, 가장 적은 범주에서 나온 것보다 가장 많은 범주에서 나올 확률이 높다"라는 철학적 개념이다. 원칙은 태양계의 진화, 지구의 역사, 생물학적 복잡성의 진화, 인류의 진화 또는 어느 한 국민에 대해 매우 이례적인 것이 없다는 것을 제시하기 위해 취해졌다. 이는 코페르니쿠스 원리의 발견법이며 때로는 인류의 장소에 대한 철학적 진술로 사용된다. 발상은 현상이 특별하고, 특권적이거나, 예외적이거나 심지어 우월하다는 가정으로 시작하는 것보다는 평범한 것으로 가정하는 것이다.

## 같이 보기
- 생명기원
- 코페르니쿠스 원리
- 천주주의
- 우주학 원리
- 우주 다원주의
- 심층 생태학
- 드레이크 방정식
- 예외주의
- 신격변주의
- 풍부의 원리
- 희귀한 지구 가설
- 동일과정설
- 인류 원리